# کنی تته
کنی تته (هلندی: Kenny Tete؛ زادهٔ ۹ اکتبر ۱۹۹۵) بازیکن فوتبال اهل هلند است که در پست دفاع راست برای فولام بازی می‌کند.
وی همچنین در تیم ملی فوتبال هلند بازی کرده‌است.
تته که خود متولد و بزرگ شدهٔ آمستردام در هلند است، از پدری موزامبیکی و مادری اندونزیایی زاده شده‌است.

## زندگی شخصی
تت از پدری موزامبیکی و مادری اندونزی در آمستردام متولد و بزرگ شد. پدر او در طول جنگ استقلال موزامبیکا در سن ۵ سالگی با خانواده اش به هلند نقل مکان کرده بود و یک قهرمان سابق کیک بوکسینگ در سنگین وزن اروپا است. تته پس از نزاع در کافی شاپی در آمستردام دستگیر شد.